# Bitwa pod Konstantynowem
Bitwa pod Konstantynowem została stoczona w dniach 26 lipca–28 lipca 1648 podczas powstania Chmielnickiego 1648–1654.

## Pole bitwy
Miasto Konstantynów położone było przy ujściu rzeki Ikopot do Słuczy. Słucz natomiast opływała miasto od południa. Na północy była jeszcze mniejsza rzeka - Szychówka. Płaski teren przed miastem dowództwo polskie uznało za szczególnie dogodne dla jazdy. Na obu brzegach rzeki Słucz znajdowały się wzniesienia, które mogły ukryć obóz kozacki przed wojskami polskimi znajdującymi się na lewym brzegu rzeki. W pobliżu na rzece był bród.

## Wstęp
Cofający się z Zadnieprza wojewoda ruski Jeremi Wiśniowiecki wraz z towarzyszącym mu ze swymi oddziałami wojewodą kijowskim Januszem Tyszkiewiczem, otrzymał wiadomość o tym, że 23 lipca armia Maksyma Krzywonosa zdobyła Połonne. Pod Konstantynowem połączyły się zagrożone wojska oboźnego litewskiego Samuela Osińskiego (1200 żołnierzy z gwardii królewskiej - 800 piechoty i 400 dragonii) i Krzysztofa Koryckiego (1200 ordynackiej jazdy i dragonii Zasławskiego).
Dnia 24 lipca stojące pod Konstantynowem wojska polskie odeszły nieco na zachód od miasta. W sobotę dnia 25 lipca Krzysztof Korycki i Samuel Osiński wysłali podjazd w kierunku Połonnego, skąd dowiedzieli się o armii kozackiej oddalonej o półtorej mili. Pojmany jeniec zeznał, że Kozacy zamierzają zaatakować Konstantynów jeszcze tej nocy. Osiński natychmiast powiadomił o tym Wiśniowieckiego, który w tym czasie był w Rosołowcach. Siły polskie zaczęły nocą cofać się pod sam Konstantynów. Miasto obsadzono piechotą, a jazda miała czekać przez noc w polu na ruchy przeciwnika. Nad ranem stanęły pod Konstantynowem wszystkie polskie wojska. Wiśniowiecki przybył pod Konstantynów 26 lipca. Wkrótce dotarł tu pułkownik Suchodolski (2300 żołnierzy, w tym 500 piechoty). Połączone siły polskie osiągnęły stan ok. 8000 żołnierzy.

## Pierwsza bitwa
Spodziewając się uderzenia Krzywonosa (ok. 60000 ludzi, w tym 20000 zaprawionych w boju weteranów i 40000 czerni) Jeremi Wiśniowiecki zajął Konstantynów i założył obóz nad rzeczką Szychówką. Wojsko polskie rozwinięte zostało wzdłuż rzeki Słuczy. Wysłany podjazd doniósł o zbliżającym się nieprzyjacielu. Wkrótce na prawym brzegu rzeki Słucz pokazała się potężna armia kozacka. Armia polska była ustawiona w tradycyjny dla siebie sposób: na prawym skrzydle ustawiona była jazda Krzysztofa Koryckiego i Janusza Tyszkiewicza, na lewym skrzydle stał z jazdą Wiśniowiecki, a w centrum piechota z artylerią. Nieprzyjaciel stanął za rzeką, pozwalając przeprawić się polskim harcownikom. Po krótkich utarczkach harcownicy polscy wycofali się. Krzywonos ufny w swoją przewagę liczebną ruszył do frontalnego natarcia. Na przedzie uderzył na Polaków Iwan Hira wraz z białocerkiewskim pułkiem jazdy, wypierając Polaków za rzekę. Przeprawy bronił oberszter Samuel Osiński wraz z kompanią muszkieterów i kilkoma działkami regimentowymi, przy wsparciu baterii kilku dział Wiśniowieckiego. Ogień był tak duży, że Kozacy wycofali się zmieszani. Teraz na Kozaków uderzyło kilka chorągwi jazdy, ścigając uciekających aż do oddalonego o półtorej mili taboru kozackiego. Następnie jazda opanowała okoliczne wzgórza, czekając na nadejście piechoty i artylerii, niezbędnych do szturmu na tabor. Wobec zapadającego zmierzchu i znacznej przewagi liczebnej armii kozackiej zrezygnowano ze zdobywania taboru i wycofano jazdę z powrotem na polski brzeg rzeki. Tego dnia wojska kozackie straciły 2-3 tys. ludzi, nie licząc jeńców (m.in. Połujana).

## Przerwa w działaniach
W nocy spostrzeżono mieszczan konstantynowskich potajemnie zaopatrujących obóz kozacki. W odpowiedzi na to książę Wiśniowiecki zastosował zasadę odpowiedzialności zbiorowej i kazał ściąć czterdziestu mieszczan.
Następnego dnia w poniedziałek 27 lipca nastąpiła przerwa w działaniach. Wobec wieści o zbliżających się posiłkach, a szczególnie o nadchodzącej armii Chmielnickiego, obradujący sztab postanowił się wycofać. Wieczorem Krzywonos otrzymał znaczne posiłki i przeprawił przez rzekę, powyżej Konstantynowa, część swej jazdy z zamiarem uderzenia na Polaków z tyłu.
Polacy natomiast nocą 28 lipca wyprawili na zachód do Kolczyna (Kulczyna) najwolniejsze jednostki: tabory, regiment gwardyjski i piechotę Suchodolskiego. Jazda i dragoni miała osłaniać odwrót i bronić przepraw. W tym samym czasie tabor kozacki ruszył w kierunku obozu polskiego i nad ranem pojawił się nad rzeką.

## Druga bitwa
Po odejściu polskiego taboru i piechoty na odległość dwóch mil od Konstantynowa, Kozacy ruszyli do natarcia. Brodu początkowo broniła kompania piechoty (120 żołnierzy) pod wodzą Osińskiego, ale wkrótce została wycofana i w czasie głównego ataku broniła go dragonia Dominika Zasławskiego. Jazda była odsunięta od rzeki.
Krzysztof Korycki i Janusz Tyszkiewicz zajmowali prawe skrzydło, książę Wiśniowiecki lewe. W środku stanął Suchodolski, piechota Osińskiego i artyleria. W myśl planu Wiśniowieckiego postanowiono wykorzystać sprzyjające warunki terenowe i zastosować szarżę kawalerii na świeżo przeprawione siły wroga.
Krzywonos ustawił tabor wraz z piechotą zaporoską na prawym skrzydle naprzeciw Koryckiego, lewe skrzydło zajęła reszta wojsk (głównie czerń). W centrum stanęła większość jazdy, część piechoty i artyleria. Pod ogniem artylerii kozackiej załamała się obrona dragonów strzegących przeprawy. Nieprzyjaciel przystąpił do generalnej przeprawy. Pod ogniem polskich dział Krzywonos rozpoczął forsowanie Słuczy na swoim lewym skrzydle. Wiśniowiecki wstrzymał ogień artylerii i cofnął swe wojska pozorując odwrót, pozwalając w ten sposób Kozakom na przeprawę. Gdy przeprawiło się kilkanaście tysięcy Kozaków, jazda ruszyła do szarży z całą siłą. Nieprzyjaciel z ciężkimi stratami został w całości wyparty za rzekę, a jazda zanim wróciła na poprzednie pozycje, zdołała z rozpędu zdobyć za rzeką 4 działa i 2 hakownice. Podobny manewr powtórzony został jeszcze trzykrotnie.
Za trzecim razem jazda polska sforsowała Słucz i uderzyła na artylerię kozacką, zdobywając 9 dział. Przeprawiona uprzednio jazda kozacka nie odważyła się uderzyć na tyły polskie. Wojska polskie z powodu zbyt dużej przewagi liczebnej przeciwnika oraz z powodu braku piechoty, którą wcześniej odesłano, nie próbowały zdobyć kozackiego taboru. Wiśniowiecki postanowił wycofać się na Kolczyn. Krzywonos wkrótce przeszedł na drugi brzeg Słuczy i zajął Konstantynów.

## Po bitwie
Kozacy stracili 10–15 tys. ludzi, Polacy – tylko 200–300 ludzi. Bitwa ze strategicznego punktu widzenia, choć zaangażowane były w niej znaczne siły, nie miała wielkiego znaczenia i nie wpłynęła na tempo rozprzestrzeniania się powstania. Marsz Kozaków nie został powstrzymany – zajęli wkrótce Wołyń i Podole oraz oblegli Kamieniec Podolski.
Natomiast z taktycznego punktu widzenia wygrali Polacy – na tle Maksyma Krzywonosa mógł zabłysnąć tutaj talent dowódczy Jeremiego Wiśniowieckiego.
Kozacy wprawdzie przedostali się na drugi brzeg, ale ponieśli ogromne straty i - co istotniejsze - nie zdołali związać sił polskich do momentu nadejścia Chmielnickiego, który 30 lipca był jeszcze w Pawołoczy.